# Papa Urban al IV-lea
Papa Urban al IV-lea (n. 1185, Troyes, Comitatul de Champagne, Franța – d. 2 octombrie 1264, Perugia, Italia) a fost un Papă al Romei.  De origine franceză, pe numele laic Jacques Pantaleon, păstorește Sfântul Scaun între 1261-1264. Pe 29 august 1245, la vârsta de 60 de ani, a fost ales în unanimitate de cei 8 cardinali din colegiu. Șase zile mai târziu a fost întronat.  
Născut la Troyes, fiu al unui cizmar, avea la momentul alegerii o lungă carieră de administrator ecleziastic. Educația și-a făcut-o mai întâi la Troyes și apoi la Universitatea din Paris. S-a impus apoi atenției Papei Inocențiu al IV-lea la Sinodul de la Lyon din 1247, fiind folosit ulterior ca nunțiu cu însărcinări de misionar în zona Mării Baltice și apoi în Germania.  
În anul 1255, a fost numit Patriarh al Ierusalimului. Au trecut însă mai mulți ani până să poată călători în Palestina unde a găsit o situație dezastruoasă pentru creștini, situație datorată disputelor între baroni și regina-regentă Plaisance, celor dintre venețieni și genovezi ori celor dintre ordinele militaro-călugărești.  
În Palestina a sprijinit-o pe regentă împotriva baronilor, pe venețieni împotriva genovezilor, iar venirea lui la Roma în 1261 este legată de asigurarea ajutorului papal cu scopul limitării puterii cavalerilor ospitalieri. 
Odată ales în funcție, și-a ales mai întâi 14 noi cardinali, dintre care cei mai mulți francezi ca și el pentru a-și asigura sprijinul colegiului, ulterior acțiunând în vederea restabilirii controlului asupra patrimoniului papal.  
1. 1 2  Enciclopedia dei Papi[*] Verificați valoarea |titlelink= (ajutor)
2. ↑  BeWeB, accesat în 13 februarie 2021
3. ↑  Catholic-Hierarchy.org, accesat în 16 octombrie 2020
4. ↑  IdRef, accesat în 11 mai 2020